# Odznaka honorowa UEFA
Odznaka honorowa UEFA (fr. Plaque UEFA) – honorowa odznaka przyznana przez Unię Europejskich Związków Piłkarskich (UEFA) włoskiemu klubowi Juventus F.C., kiedy to klub wygrał wszystkie trzy główne turnieje UEFA, a mianowicie: Puchar Europy Mistrzów Klubowych, Puchar Zdobywców Pucharów i Puchar UEFA. To pierwszy zespół w europejskiej piłce nożnej, który osiągnął podobny sukces. Dopiero po czterech latach w 1992 roku powtórzył to Ajax Amsterdam.
Odznaka stanowi srebrną tablicę w kształcie prostokąta, na której umieszczono zredukowane kopie trzech wygranych trofeów, wieniec laurowy i emblemat UEFA nad nimi. Ponadto tablica ma następujący napis:

Nagroda
 
Od UEFA dla Juventus F.C.
 
Pierwszy klub, który wygrał trzy międzynarodowe rozgrywki klubowe UEFA
 
Puchar Europy Mistrzów Klubowych

Puchar Zdobywców Pucharów

Puchar UEFA

12 lipca 1988 w Genewie (Szwajcaria), podczas losowania rozgrywek nowego sezonu 1988/89 Pucharu Europy Mistrzów Klubowych, były prezydent UEFA Jacques Georges po raz pierwszy wręczył nagrodę prezydentowi Juventusu Giampiero Bonipertiemu.
Następnie, cztery inne kluby wygrały trzy główne europejskie rozgrywki klubowe: Ajax Amsterdam (1992), Bayern Monachium (1996), Chelsea F.C. (2013) i Manchester United (2017).